# نهضت عمر افندی
نِهضَت عُمَر اَفَندی (متوفی ۱۷۷۸ میلادی)، مترجم اهل عثمانی بود که مرزبان‌نامهٔ وراوینی را به زبان ترکی عثمانی ترجمه کرد و نام آن را جواهر الحکمه گذاشت.